# È inutile parlare d'amore
È inutile parlare d'amore è il nono album in studio del cantautore italiano Paolo Benvegnù, pubblicato il 12 gennaio 2024. È vincitore della Targa Tenco come miglior album in assoluto del 2024. 

## Descrizione
Anticipato dall'EP Solo Fiori, vede la partecipazione di Brunori Sas in L'oceano e Neri Marcorè in 27/12. Il testo di Il nostro amore indifferente è scritto da Paolo Benvegnù e Gino Pacifico, mentre l'arrangiamento degli archi e l'orchestrazione sono a cura di Tazio Aprile, per Useless Invisible Orchestra.

## Tracce
1. Tecnica e simbolica – 5:54
2. L'oceano (feat. Brunori Sas) – 3:27
3. Pescatori di perle – 3:54
4. Marlene Dietrich – 3:31
5. Il nostro amore indifferente – 3:56
6. 27/12 (feat. Neri Marcorè) – 3:46
7. Our love song – 4:26
8. Canzoni brutte – 3:07
9. In der nicht sein – 4:43
10. Libero – 3:10
11. L'origine del mondo – 4:06
12. Alla disobbedienza – 8:01

## Formazione
- Paolo Benvegnù – voce e chitarra
- Luca Baldini – basso elettrico
- Daniele Berioli – batteria
- Gabriele Berioli – chitarra elettrica
- Tazio Aprile – pianoforte, Fender Rhodes, organo hammond, dulcimer
- Saverio Zacchei – trombone